# Напад на гарнизон ЈНА у Бјеловару
Напад на гарнизон ЈНА у Бјеловару je оружани сукоб који се десио 29. септембра 1991. године у току акције напада на касарне Југословенске народне армије (ЈНА) у Хрватској, од стране припадника Збора народне гарде (ЗНГ) и припадника Министарства унутрашњих послова (МУП) Хрватске на почетку рата у Хрватској.
У току напада на припаднике 265. моторизоване бригаде ЈНА, стациониране у касарни „Божидар Аџија”, као и друге војне објекте у граду, погинуло је 14 припадника ЈНА. Приликом напада на складиште муниције у шуми Беденик, мајор Милан Тепић је активирао експлозив који је дигао у ваздух и њега и складиште муниције и том приликом је погинуло 11 припадника „зенги”. За овај подвиг он је новембра 1991. године од стране Председништва СФРЈ постхумно одликован Орденом народног хероја и проглашен за последњег народног хероја Југославије.
Након предаје касарне ЈНА, заробљено је 60 официра, подофицира и грађанских лица на служби у ЈНА и 365 од којих су већина били на одслужењу војног рока. Истог дана, по наређењу председника Кризног штаба Бјеловара стрељани су командант бригаде пуковник Рајко Ковачевић, као и потпуковник Миљко Васић и капетан прве класе Драгиша Јовановић. Шесторица резервиста ЈНА, са подручја Бјеловара, су одведена у полицијску станицу и неколико дана касније су стрељани у близини села Мало Кореново. Дана 21. децембра 2007. године Жупанијски суд у Вараждину осудио је четворицу бивших припадника МУП-а Хрватске за учешће у Бјеловарском злочину. Истрага овог случаја се наставља у Србији и у Хрватској.

## Претходница

### Ситуација у СФРЈ
СФР Југославија је била федеративна држава састављена од 6 република (СР Словенија, СР Хрватска, СР Босна и Херцеговина, СР Црна Гора, СР Србија и СР Македонија). И држава СФРЈ и ЈНА су биле по својој дефиницији замишљене на братству и јединству свих народа и народности који су живели у СФРЈ. Друштвено-економско уређење СФР Југославије је био социјализам. Устав Југославије од 1974. године донео је децентрализацију СФРЈ, која је касније омогућила сепаратистичким снагама у Словенији и Хрватској, да започну разбијање Југославије, праћено крвавим ратовима и прогонима. У свим Уставима Југославије, Југословенска народна армија је била дефинисана као једина оружана сила на територији СФРЈ, а самим тиме и једини међународно признати војни субјекат. 
Крајем 1989. године, Скупштина СФРЈ доноси амандмане на Устав, па тако се једнопартијски систем замењује вишепартијским системом. Што је значило да поред једине до тада парије КПЈ, сада могу да се оснивају и друге странке. 

### Ситуација у СР Хрватској
Након одржаних вишестраначких избора у СР Хрватској 22. априла 1990. године у Хрватској је победила странка ХДЗ која је у свом политичком програму јасно истицала жељу за независности тј. одвајање СР Хрватске од СФРЈ. У целој СР Хрватској владала је велика еуфорија због победе ХДЗ на изборима, а након тога све чешће су се могле јавно видети слике усташких злочинаца (Анте Павелића, Алојзије Степинац, Макс Лубурић...), усташки поздрави и чути усташке песме. Србима у СР Хрватској је то будило аветна сећања на прогоне и геноцид из времена НДХ.
Власт СР Хрватске у Загребу, коју су маја 1990. године формирали ХДЗ и Фрањо Туђман је током лета донела одлуку да формира себи и оружане снаге. Већ у пролеће су преузели контролу над полицијом, медијима, Тужилаштвом и државном управом. Тако је октобра и новембра 1990. године у СР Хрватску илегално увезена велика количина наоружања за потребе резервног састава полиције, чланова ХДЗ и ХОС. Ту акцију су водили Мартин Шпегељ и Јосип Бољковац, министри у тадашњој влади Хрватске. КОС ЈНА је снимио филм о овом злочиначком подухвату, а 27. јануара 1991. то и објавио на ТВ Београд.
Од маја 1990. до септембра 1991. године ситуација се из дана у дан погоршавала и Срби у Хрватској су били страховито уплашени за своју личну сигурност и своје имовине. Редовно су се могли видети и усташки графити, а велики број Срба је преко телефона добијао претње да морају да се иселе из својих кућа и оду у СР Србију. Добијали су чак и претећа писма у којима је стајао потпис "ХДЗ". Срби у Хрватској су добијали отказе на послу, а чак су им и деца у школама психо-физички малтретирана. У стамбеним зградама постојали су одређени чланови ХДЗ који су имали задатак да пазе на кретање својих комшија Срба.
Током пролећа 1991. дешавају се појединачни напади на насеља у којима живе Срби или нехрвати: Пакрац, Плитвице, Задар, Борово Село. 25. јуна 1991. Сабор СР Хрватске проглашава независност, док Влада СФРЈ дан касније ту одлуку проглашава неважећом. 7. јула 1991. је склопљен договор на Брионима између представника Словеније, Хрватске и остатка Југославије, уз посредовање Европске заједница, где су Словенија и Хрватска пристале да замрзну своје одлуке о независности три месеца.

## Непосредно пред сукоб
У свим градовима СР Хрватске 1991. где су биле и касарне ЈНА, долазило је до провокација и малтретирања војника и официра ЈНА, од стране хрватског становништва. Дешавало се да им градске власти искључују воду, струју, не дозвољавају доставу хране у касарну и др. У тим касарнама су се већином налазили војници на редовном одслужењу војног рока. Војници и официри ЈНА хрватске и словеначке националности, су од маја 1991. масовно дезертирали из ЈНА, одлазећи кућама, а многи су приступали ЗНГ или у специјалне јединице полиције.
У Бјеловару је постојала касарна ЈНА "Божидар Аџија" у којој је била смештена 265. моторизована бригада ЈНА. Та касарна је била под управом Пете војне области ЈНА са комадом у Загребу. Хрватске паравојне снаге су 28. септембра 1991. окружиле касарну ЈНА „Божидар Аџија“. Желели су да запоседну касарну и да преузму контролу над великим складиштем муниције које се налазило недалеко касарне у шуми „Беденик“. Команда касарне ЈНА „Божидар Аџија“ је послала хитан допис у Загреб својим претпостављенима у команду 5. војне области, тражећи помоћ, јер су видели да их опкољавају припадници ЗНГ. У том моменту се у касарни ЈНА налазило око 150 војника и 7 официра ЈНА. Бројност припадника ЗНГ је била далеко већа, око 1.000. Команда ЈНА је уместо помоћи послала посматрачку мисију Европске заједнице, која је требало да има улогу мировне мисије како не би дошло до сукоба. Представницима Посматрачке мисије ЕЗ није дозвољен прилаз касарни ЈНА.

## Сукоб
Ујутро, 29. септембра 1991. већ од 7 сати припадници ЗНГ су отпочели жесток напад на касарну ЈНА „Божидар Аџија“, којом је командовао пуковник ЈНА Рајко Ковачевић. Користили су и тешко наоружање, тенкове. Када су хрватски нападачи отпочели напад, силовито је кренула одбрана касарне, која је трајала до поподневних часова истог дана. Пуковник ЈНА Рајко Ковачевић је наредио обуставу одбране и полагање оружја. Тако су хрватски паравојници ушли у касарну ЈНА и запосели је. Јуре Шимић потом постројава војнике и официре ЈНА, наредивши да сви се скину до појаса. Из строја изводи официре ЈНА: пуковника Рајка Ковачевића, потпуковника Драгишу Јовановића и капетана прве класе Миљка Васића, одводи их 50 m даље где их лично убија испаливши по два хица у сваког официра. Шесторица резервиста ЈНА: Радован Барберић, Здравко Докман, Радован Гредељевић, Иван Хосјак, Бошко Радоњић и једно непознато лице су одведени у полицијску станицу у Бјеловару.
После завршетка борби за касарну, припадници ЗНГ су отишли до складишта у шуми „Беденик“, које је било минирано. Мајор Милан Тепић их видео како улазе и активирао прекидач, којим је експлодирало 170 тона експлозива.
Дан касније су у заузету касарну ЈНА „Божидар Аџија“ дошли хрватски цивили из Бјеловара, који су мокрили и пљували по погинулим припадницима ЈНА.
Шесторица припадника ЈНА који су били одведени у полицијску станицу у Бјеловару су заједно са једним српским цивилом по имену Саво Ковач из Бјеловара, који је лажно оптужен да је снајпериста и дан раније ухапшен, одведени 3. октобра 1991. ноћу у шуму „Чесма“, код места Мало Кореново и ту су стрељани. Сасвим случајно само је Саво Ковач преживео.

## Последице
Милан Тепић је крајем 1991. године проглашен за народног хероја од стране крњег Председништва СФРЈ. Неколико градова у Србији и Републици Српској има улицу Милана Тепића. У српском народу су испеване и бројне епске песме за Милана Тепића кога упоређују са Стеваном Синђелићем.
Војник Стојадин Мирковић је 31. децембра 1999. постхумно одликован “Орденом за заслуге у области одбране и безбедности првог степена”. Једна улица у Ваљеву носи име Стојадина Мирковића. У његовој основној школи, подигнут му је споменик 28. септембра 2013. У септембру 2014. године Стојадин Мирковић је постхумно одликован Орденом Светог Саве трећег степена.
У Бјеловару се 29. септембар слави као Дан града.
Хрватска је након овог сукоба у Бјеловару незадрживо срљала у рат, што јесте и био циљ власти у Загребу, јер како је и сам Фрањо Туђман рекао 1992. на Јелачићевом тргу, да је Хрватска могла добити независност и без рата, али не би била етнички чиста.

### Суђења и пресуде
Хрватско тужилаштво и судови су непрофесионално одрадили истраге против осумњичених.
Године 1992. хрватски сабор је усвојио Закон о опросту, којим је помиловао све припаднике ХОС, ХДЗ, МУП РХ, као и ЗНГ који су починили кривична дела ратни злочин.
Године 1992. Војно тужилаштво ЈНА у Београду је подигло оптужницу против Јуре Шимића и сарадника, који је био оптужен за убиства војника и официра ЈНА у Бјеловару 29. септембра 1991. године.
Године 1998. породица официра ЈНА Драгише Јовановића, упућује службени захтев Хашком трибуналу да отвори истрагу против Јуре Шимића, али Тужилаштво Хашког трибунала никада није покретао истрагу против Јуре Шимића.
Дана 21. септембра 2001. Жупанијско државно тужилаштво подиже оптужницу против четири припадника хрватске полиције из Бјеловара: Лука Маркешић, Зденко Радић, Зоран Марас и Иван Орловић, да су починили кривично дело убијање 6 ратних заробљеника и покушаја убиства једног цивила, 3. октобра 1991. у шуми „Чесма“. Оптужени су 2 пута неправоснажно ослобађани. Први пут 2001. године, а другу пут 2005. „услед недостатака доказа“. Врховни суд Хрватске је обе ослобађајуће пресуде укидао.
Године 2006. у мају месецу Хашко тужилаштво доставља Жупанијском тужилаштву у Бјеловару оптужнице против лица која су осумњичена за убиство припадника ЈНА у касарни у Бјеловару 1991. Покреће се истрага о ратним злочинима против НН лица. РТС је јавно емитовао видео снимке где се јасно виде почињени злочини над припадницима ЈНА у бјеловарској касарни.
Септембра 2007. године Жупанијски суд у Вараждину је отпочео треће суђење четворици припадника МУП-а Хрватске, а Тужилаштво је овај пут променило оптужницу, па су оптужени за помагање и саучесништво у ратном злочину против заробљеника и цивила. Неправоснажна пресуда је донесена 21. децембра 2007. где су осумњичени осуђени, један на 4 године, а тројица по 3 године затвора, што је испод законског минимума. Врховни суд Хрватске је и ову пресуду укинуо 2010. године.
Тек 2010. године у новембру месецу Жупанијско тужилаштво и суд покрећу истрагу против Јуре Шимића “због основане сумње на почињење кривичног дела ратног злочина против ратних заробљеника”. Истрага о том злочину још није завршена. Јуре Шимић је провео у притвору 11 дана, а потом пуштен да се брани са слободе. Цео случај је пребачен у Жупанијски суд у Ријеци.
Дана 24. октобра 2011. године Веће за ратне злочине у Београду доставља хрватском државном тужилаштву оптужнице против особа које су осумњичене за ратне злочине над Србима у Хрватској током 1991—1995. Хрватски сабор те одлуке, односно оптужнице и пресуде правосудних органа СФРЈ, ЈНА и Србије проглашава неважећим.
Године 2011, Жупанијски суд у Загребу врши суђење четворици припадника МУП-а Хрватске из Бјеловара. 17.11.2011. донесена је пресуда која ослобађа све сву четворицу оптуженика уз образложење да „дела за која се терете нису кривична дела“. Пошто се на последњу пресуду није нико жалио, пресуда је постала правоснажна.

### Имена погинулих припадника ЈНА
1. Милан Тепић, 1957.
2. Стојадин Мирковић, 1972.
3. Рајко Ковачевић,
4. Драгиша Јовановић,
5. Миљко Васић,
6. Радован Барберић,
7. Здравко Докман,
8. Радован Гредељевић,
9. Иван Хосјак,
10. Бошко Радоњић,
11. Ранко Стефановић,
12. Горан Радовановић, 1971.
13. Ејуп Бедроли, 1972.
14. Нухи Тачи, 1972.
15. Драган Драгановић, 1972[10][11]
16. Лазић Љубиша.